# Hongyan Jingang
Hongyan Jingang — крупнотоннажный грузовой автомобиль, выпускаемый китайской компанией SAIC Motor.

## История
Автомобиль Hongyan Jingang впервые был представлен в 2004 году. Он оснащался лицензионными кабинами от Mitsubishi 91A. Радиаторная решётка взята от автомобилей марки Steyr. В 2005 году автомобиль был модернизирован.
Всемирную известность автомобиль этой модели получил после выхода на экран фильмов Peking Express (съёмки проходили в 2004—2008 годах), «Вернуться домой» (Luo ye gui gen) и «Печаль города слёз» (Shang cheng zhi lian).
С 2011 года автомобиль Hongyan Jingang планируется вытеснить с конвейера моделью Hongyan Kingkan.